# Istruzione superiore
L'istruzione superiore o universitaria, detta anche terziaria, è il ciclo educativo e formativo al quale è possibile accedere in seguito ai cicli di istruzione primaria e istruzione secondaria.

## Storia
Tali istituzioni già esistevano nel mondo Islamico, in particolare al Cairo. La più importante università asiatica era Nālandā, a Bihar, India, dove viveva Nāgārjuna, filosofo buddista del II secolo. Tra le più famose possiamo ricordare l'Accademia fondata nel 387 a.C. dal filosofo greco Platone sulla scia dell'Academos, vicino ad Atene, dove gli studenti studiavano filosofia, matematica e ginnastica, e le prime università medievali europee, che vennero fondate in Italia e in Francia per gli studi di giurisprudenza, medicina e teologia.
Una delle prime università istituite al mondo fu l'Università degli Studi di Bologna, fondata nel 1088, mentre nel 1224 fu fondata l'Università degli Studi di Napoli Federico II, la prima università statale al mondo.

## La funzione
Funzioni di tale attività è quella generalmente di formare la classe dirigente di uno Stato, ma anche di contribuire alla diffusione del sapere, mediante:
- trasmissione e produzione del sapere;
- formazione delle classi dirigenti;
- addestramento alle professioni intellettuali.